# Hontoria de Valdearados
Hontoria de Valdearados ist ein Ort und eine Gemeinde (municipio) mit 168 Einwohnern (Stand: 2024) im Zentrum der Provinz Burgos in der Autonomen Gemeinschaft Kastilien und León. Hontoria de Valdearados liegt in der Comarca und der Weinbauregion Ribera del Duero. Zur Gemeinde gehört neben dem Hauptort noch die Ortschaft Quintanilla de Ricuerda.

## Lage und Klima
Die Gemeinde Hontoria de Valdearados liegt etwa 65 Kilometer südsüdöstlich der Provinzhauptstadt Burgos am Río Aranzuelo in einer Höhe von ca. 870 m. Das Klima ist gemäßigt bis warm; Regen (ca. 525 mm/Jahr) fällt übers Jahr verteilt.

## Bevölkerungsentwicklung
| Jahr      | 1950 | 1970 | 1981 | 1991 | 2001 | 2011 | 2021 |
| Einwohner | 935  | 501  | 363  | 266  | 216  | 232  | 169  |

## Sehenswürdigkeiten
- Sebastianuskirche (Iglesia de San Sebastian Protomartír), ursprünglich aus dem Jahr 1136
- Einsiedelei der Jungfrau von Serna (Ermita de la Virgen de Serna)
- Einsiedelei des Heiligen Antonius von Padua (Ermita de San Antonio de Padua)
- Einsiedelei des Heiligen Rochus (Ermita de San Roque)
- Rathaus, ehemaliger Bischofspalast von Don Andrés de la Cuesta
- Heimatmuseum